# Пресич Маргарита Олександрівна
Маргари́та Олекса́ндрівна Пре́сич (нар. 2 серпня 1936, Запоріжжя, УРСР — пом. 26 листопада 2011, Одеса, Україна) — радянська українська акторка театру та кіно. Заслужена артистка України (2010).

## Життєпис
Народилася 1936 року в Запоріжжі. Донька диригента Олександра Пресича та солістки-вокалістки Одеської філармонії Ганни Пресич.
Отримала акторську та філологічну освіту (закінчила Одеський університет).
Акторка Одеського українського музично-драматичного театру імені Василя Василька.
Померла після важкої хвороби, похована в Одесі.

## Фільмографія
Невеликі та епізодичні ролі в кіно:
- «Чорноморочка» (1959),
- «Зелений фургон» (1959),
- «Дума про Британку» (1969),
- «Юлька» (1972),
- «Розповіді про Кешку і його друзів» (1974),
- «Хвилі Чорного моря» (1975),
- «Тимур і його команда» (1977),
- «Малявкін і компанія» (1986),
- «Приморський бульвар» (1988),
- «Астенічний синдром» (1989),
- «Дружна сімейка» (2001),
- «Жіноча логіка» і «Жіноча логіка 2» (2002),
- «Зцілення коханням» (2005),
- «Ліквідація» (2007),
- «Перстень з бірюзою» (2008),
- «Якби я тебе кохав» (2010),
- «Вогні притону» (2011),
- «Синдром дракона» (2012) та ін.